# Granada Modelo 24
La Stielhandgranate Modelo 24 (Granada de mano de mango, en español) fue la granada de mano estándar del ejército alemán en las dos guerras mundiales. Su muy distintiva apariencia la condujo a ser apodada granada varita o aplastador de patatas en el argot militar británico, siendo hoy en día una de las granadas de mano más fácilmente reconocibles del siglo XX.

## Diseño y operación

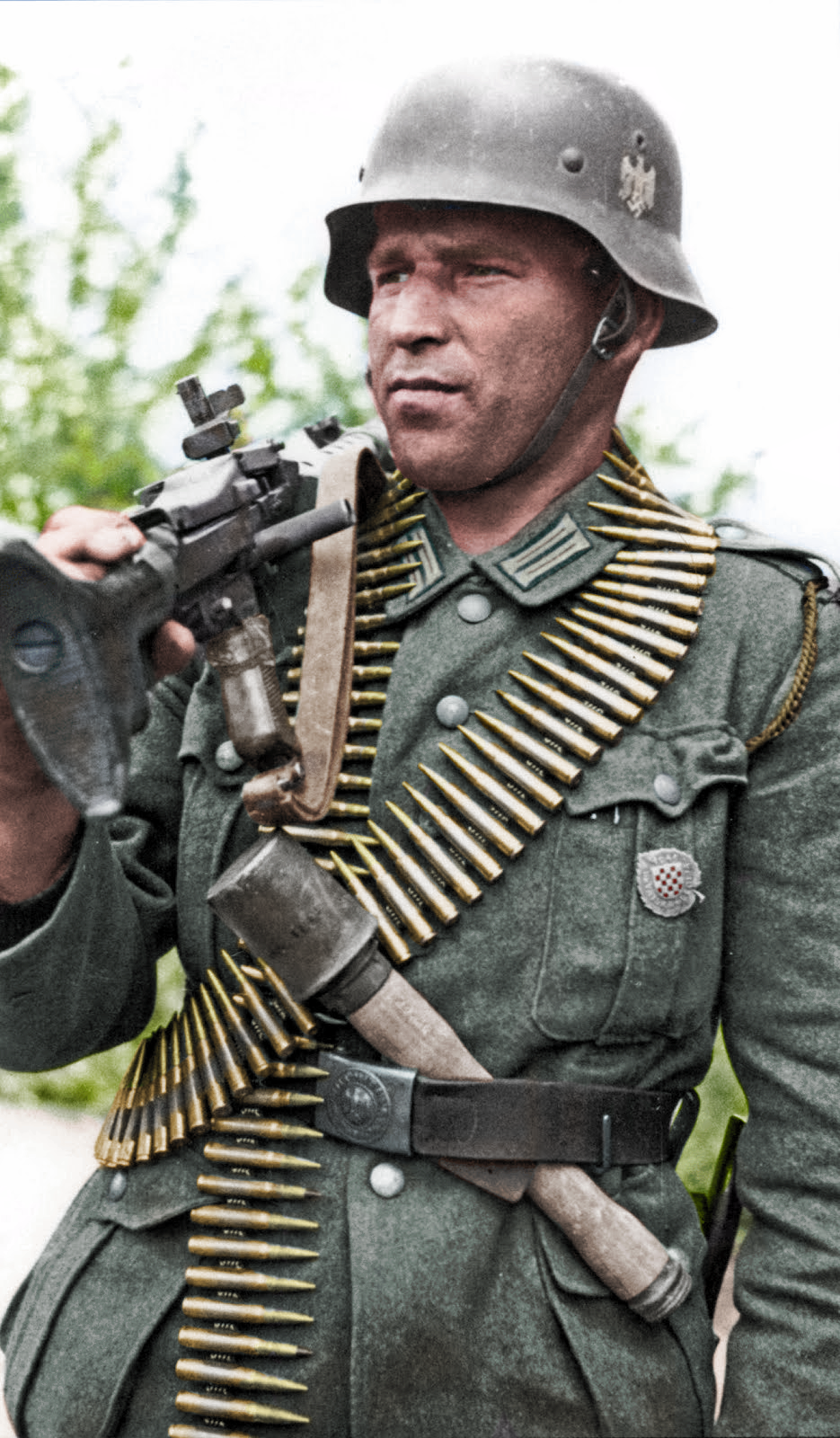
Soldado de la Legión Croata, con una Stielhandgranate metida en su cinturón.

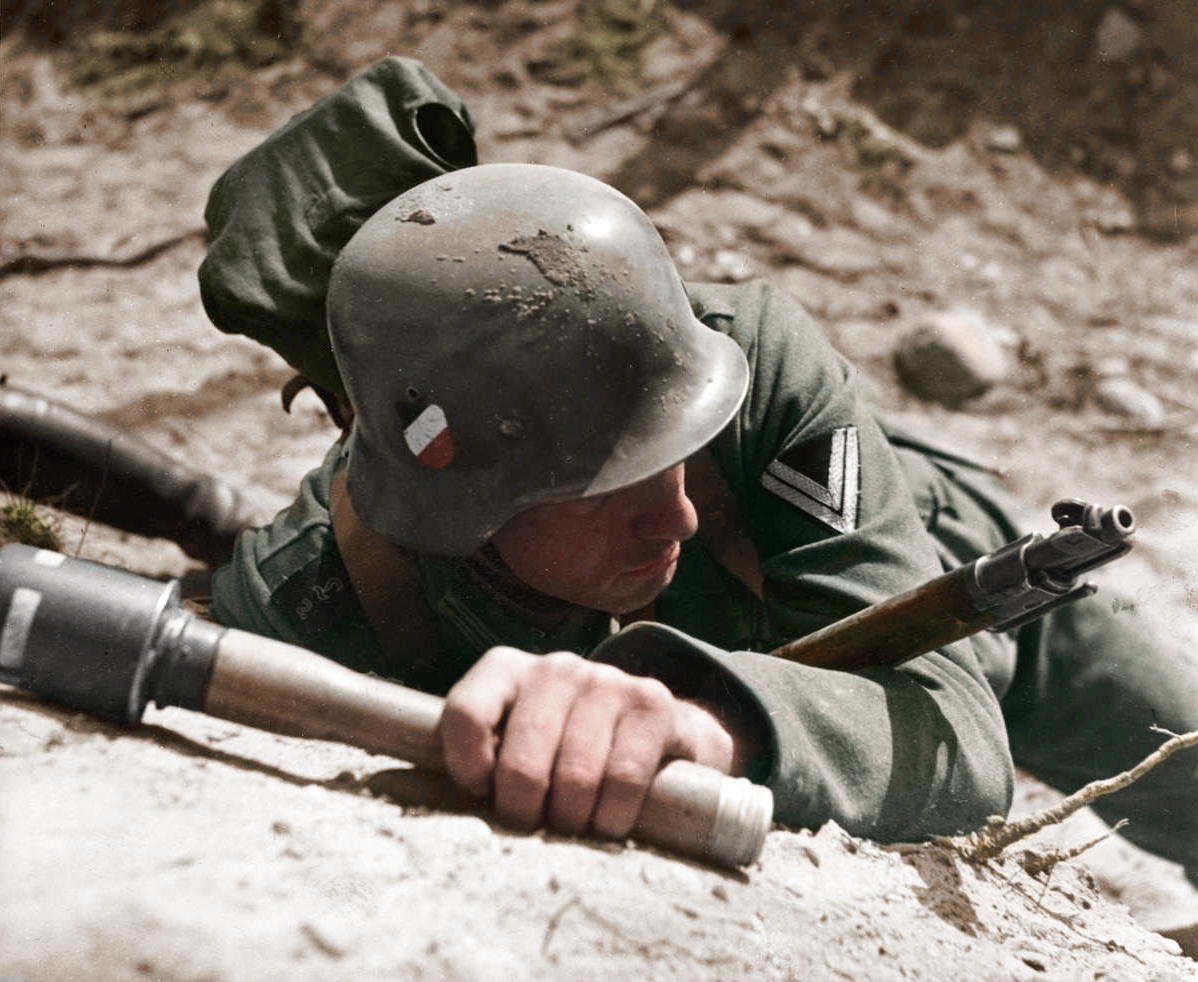
Imagen coloreada de un soldado alemán con una Nebelhandgranate 39, que era una granada de humo en vez de explosiva.

La granada de mango fue introducida en 1915 y el diseño se desarrolló en la Primera Guerra Mundial. Usaba un detonador a fricción. Este método era poco común en otros países, pero ampliamente usado en las granadas alemanas.
La granada se componía de un mango hueco con un detonador y una cabeza explosiva en un extremo. Dentro del mango hueco, una cuerda con una esfera de porcelana iba atada al detonador. La cuerda se mantenía en su lugar por una tapa desmontable en la base. Para usar la granada se desenroscaba la tapa de la base, permitiendo a la esfera y a la cuerda caer. Al tirar de la cuerda, ésta arrastraba una varilla de acero a través del detonador, causando que se encendiese y comenzase la pre-detonación de cinco segundos. Esto permitía que la granada se colgase en vallas disuadiendo de su escalada; cualquier perturbación a la granada colgante haría que cayera y detonara.
Las primeras granadas de mango llevaban la cuerda al descubierto, saliendo del mango cerca de la base (en lugar de ir dentro de este, cubierta por la tapa desmontable de la base). Esto causó que las cuerdas tuvieran tendencia a enredarse y accionar las granadas cuando los soldados alemanes las llevaban encima, causando heridas graves (y habitualmente fatales).
Las granadas de mango se almacenaban en estuches de madera (más tarde de metal) y se les colocaba el sistema detonador antes de acudir al combate. Dentro de la tapa del estuche se hallaba el siguiente recordatorio: "Vor gebrauch sprengkaspel einsetzen", (en español: insertar el detonador antes de usar).
Este tipo de granada, que incluye una carga de explosivo de alta potencia contenida en una lata delgada de acero, es un ejemplo de granada ofensiva (que produce daños por la onda expansiva) antes que defensiva (que produce daños por las esquirlas de su carcasa). En 1942 se instaló una manga de malla de acero, la cual podía ser deslizada sobre la cabeza de la granada. Los fragmentos de la manga eran esparcidos en la detonación, haciendo a la granada más efectiva contra los soldados. El mango proveía una palanca que aumentaba la distancia de lanzamiento. La granada Modelo 24 podía ser arrojada a una distancia de veinticuatro metros, mientras que los británicos podían arrojar sus granadas a unos catorce metros. El diseño también minimizó el riesgo de que la granada rodase cuesta abajo cuando se usaba contra una colina, un parapeto o en zonas urbanas. Pero su mayor tamaño también las hacía más difíciles de transportar.
Estas granadas eran extremadamente útiles para despejar posiciones de infantería en las trincheras, aunque no eran efectivas contra vehículos blindados y fortificaciones. Se podía aumentar el poder destructivo de una granada, atando seis cabezas explosivas sin mango alrededor de la cabeza de esta. Estas fueron conocidas como Geballte Ladung (literalmente "cargas concentradas", en alemán).

## Variantes

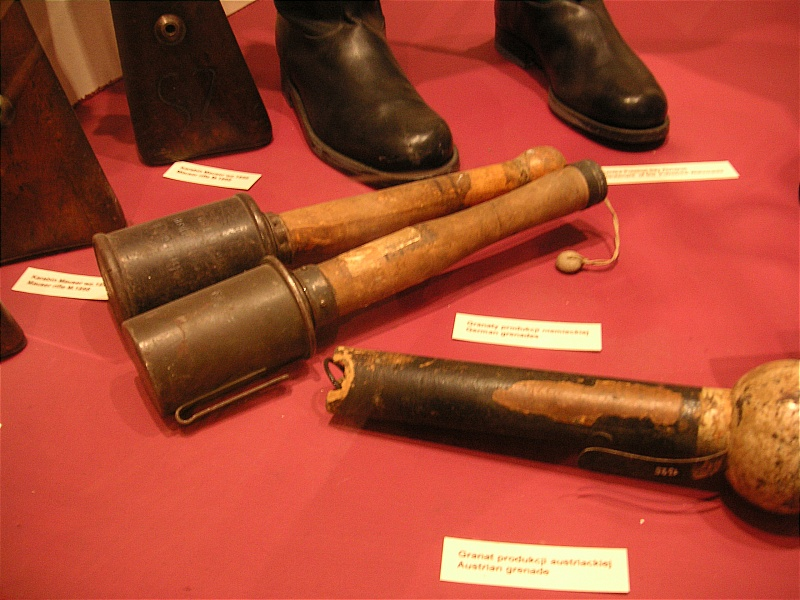
Granadas alemanas de la Primera Guerra Mundial y su contraparte austrohúngara de cerámica.

La Stielhandgranate tuvo numerosas variantes, siendo empleadas varias versiones durante la Primera Guerra Mundial antes que un diseño estable aparezca en 1917. Al inicio de la Segunda Guerra Mundial, la granada tenía una cabeza explosiva ligeramente más pequeña y se le había retirado el innecesario gancho para colgarla de la correa.
Cada cambio era esencialmente un avance hacia una granada más ligera, sencilla y menos costosa de fabricar, haciendo que la granada Modelo 24 sea finalmente reemplazada por la granada Modelo 43, aunque la primera continuó siendo empleada hasta el final de la guerra.
Hacia el final de la guerra fueron desarrolladas numerosas variantes sustitutas, debido a la reducción de recursos y capacidad productiva de Alemania. Además de la granada de mango común, Alemania produjo una versión fumígena que es fácilmente reconocible por la línea blanca pintada alrededor del mango (en los primeros modelos) y el entalle de este (en los últimos modelos) que permitía al usuario diferenciarla de la granada explosiva en la oscuridad solo al tacto. Debido a que el clima frío podía causar que la detonación de la granada Modelo 24 fallase, se utilizó un explosivo especial en aquellas que iban destinadas al Frente Ruso, que llevaban marcada una "K" (de Kalt, frío en alemán) en la cabeza explosiva. También se produjeron versiones inertes para entrenamiento.
El concepto de la granada de mango también fue empleado en el Lejano Oriente por el Ejército Imperial Japonés y el Ejército Nacional Revolucionario Chino durante la Segunda Guerra Mundial, posteriormente por el Ejército de Liberación Popular Chino, el cual suministró granadas de producción local "Tipo 67" al Vietcong y al Ejército Popular de Vietnam.

## Colección
Las granadas de mango alemanas eran recuerdos atractivos para los soldados aliados en la Segunda Guerra Mundial. Las originales son muy buscadas por los coleccionistas.
También existe un mercado de réplicas, las cuales son puestas como ejemplo de calidad y de precisión. Aunque muchas tienen un perfil fundamentalmente incorrecto y una notable falta de detalles.[cita requerida]